# Synagris rubescens
Synagris rubescens är en stekelart som beskrevs av Giordani Soika 1989. Synagris rubescens ingår i släktet Synagris och familjen Eumenidae. Inga underarter finns listade i Catalogue of Life.